# Махкеты
Махкеты (чечен. Махкатӏе) — село в Веденском районе Чеченской Республики. Административный центр Махкетинского сельского поселения.

## География
Село расположено в междуречье рек Басс и Тенек, в 30 км к западу от районного центра Ведено.
Ближайшие населённые пункты: на севере — село Агишты, на северо-востоке — сёла Тевзана и Хаттуни, на юго-западе — село Сельментаузен.
Недалеко от села находится горная вершина Барзиарлам.

## Этимология
Махкеты (чечен. Махкатӏе) в переводе означает «поселение на родине», «на земле».

## История
Основная часть населения села относится к чеченскому тайпу чермой.

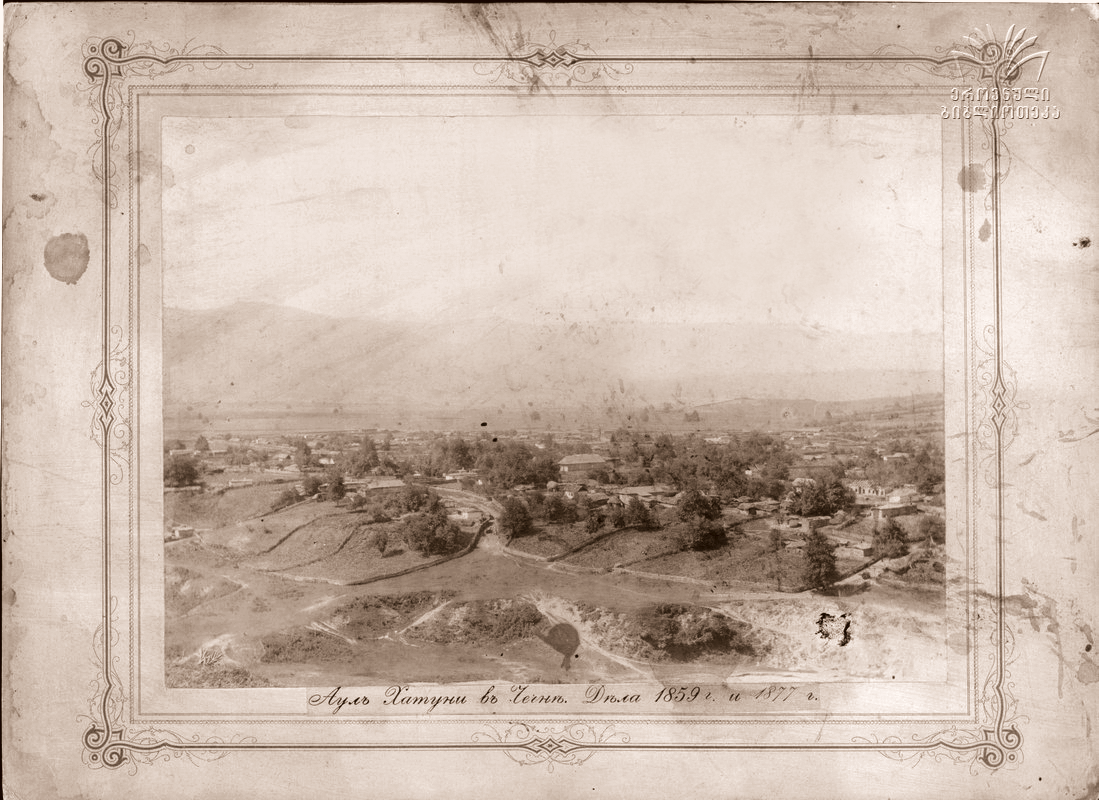
Аул Хаттуни. Фотография 79-го Куринского пехотного полка второй половины XIX века

Во время восстания под предводительством Алибек-Хаджи Алдамова 1877—1878 годов, селения Хаттуни, Тевзана, Махкеты и др. оказались местом кровопролитных боёв с царскими войсками. 26 августа была направлена 1-я сотня Сунженского полка для сожжения Хаттуни, а 27 числа три сотни дагестанской конной милиции и одна ингушской выдвинулись к Хаттуни, Махкеты и Мауган для уничтожения посевов, принадлежащих жителям данных аулов.
Во время волнений 1877 года Ума Дуев со своим отрядом находился в окрестностях Махкеты. Жители Махкеты и близлежащих аулов мужественно защищались, сюда стекались всё новые и новые силы царской армии, из пушек вёлся обстрел селений, на дорогах выставлялись посты, сжигались посевы. Правительство предложило махкетинцам выдать Дуева в обмен на право владеть землёю, но старейшины отказались сдавать предводителя восстания, ибо выдавать гостя считалось позором. За этот отказ селение Махкеты было сожжено.
В период с 1944 по 1958 года, после депортации чеченцев и ингушей и ликвидации Чечено-Ингушской АССР, село носило название Алак и входило в состав Веденского района Дагестанской АССР.
В 1958 году с восстановлением Чечено-Ингушской АССР селу было возвращено его прежнее название.

## Известные уроженцы
- Нунуев, Саид-Хамзат Махмудович (1952) — писатель, член Союза писателей СССР, РФ. Народный депутат РФ, член Верхней палаты Верховного Совета СССР, председатель подкомитета Комитета Верховного Совета СССР по международным делам.
- Саидов, Билал Саидович (1914—1994) — писатель, поэт, драматург, актёр и режиссёр Чечено-Ингушского драматического театра, режиссёр Чечено-Ингушского кукольного театра, переводчик, член Союза писателей Чечено-Ингушетии и Союза писателей СССР;
- Цебиев, Ахмед Магомедович (1935—2000) — физик, кандидат технических наук, автор открытия и 26 изобретений в области радиоэлектроники и радиосвязи, подтвержденных свидетельствами Государственного Комитета СССР по делам изобретений и открытий, автор более 50 научных работ в открытой и закрытой печати.

## Население
| 1990  | 2002  | 2010  | 2012  | 2013  | 2014  | 2015  |
| ----- | ----- | ----- | ----- | ----- | ----- | ----- |
| 3870  | ↘2447 | ↗5028 | ↗5104 | ↗5145 | ↗5212 | ↗5299 |
| 2016  | 2017  | 2018  | 2019  | 2020  | 2021  | 2023  |
| ↗5344 | ↗5345 | ↗5383 | ↗5400 | ↗5454 | ↘5169 | ↗5215 |
| 2024  |       |       |       |       |       |       |
| ↗5273 |       |       |       |       |       |       |

## Инфраструктура
- Сельская мечеть[25]
- Средняя общеобразовательная школа[26]
- Махкетинский краеведческий музей[27].

## В литературе и искусстве
- В повести Льва Толстого «Хаджи-Мурат» часть событий происходит в селе Махкеты[28].

## Галерея

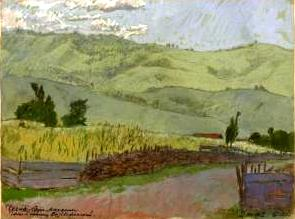
Картина худ. Е. Е. Лансере. Чечня. Аул Махкеты. Горы в сторону Воздвиженской 1912 год.
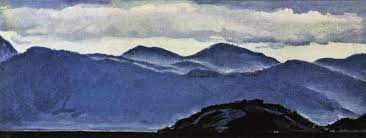
Силуэт гор от аула Махкеты в сторону крепости Воздвиженской 1913 год.
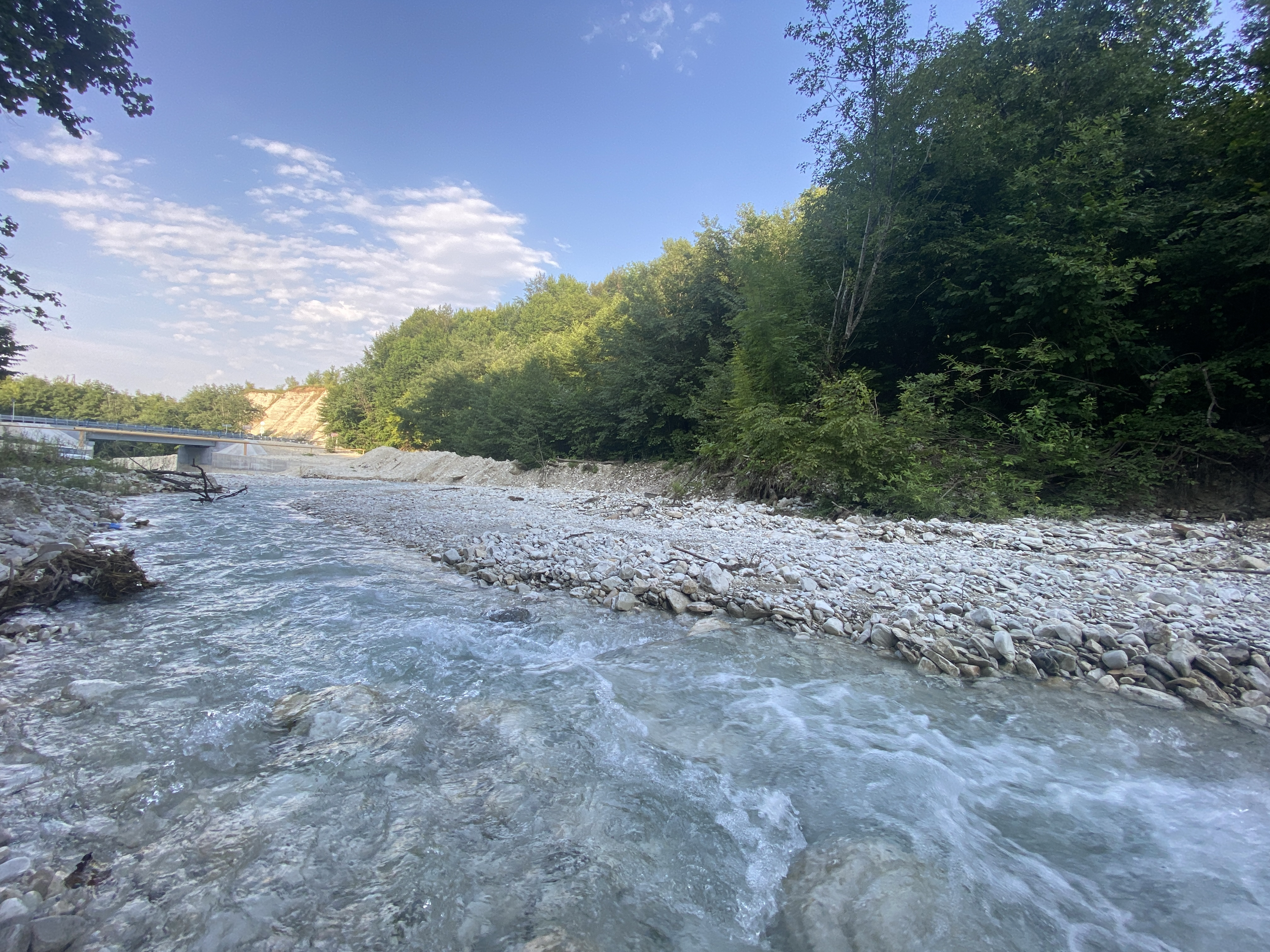
Река Тенек окрестности Махкеты